# Церква Святого Євстахія (Облазниця)
Церква Святого Євстахія — дерев'яна церква в селі Облазниця, споруджена в XVII столітті. Внесена до реєстру пам'яток архітектури місцевого значення за охоронним номером 1437-М. Належить до Журавнівського деканату Стрийської єпархії УГКЦ. До парафії також належать дочірні храми у Новому Селі та Махлинці. Парохом храму є отець Мирослав Марцинковський.

## Історія
Перша згадка про наявність у селі храму датується 1552 роком — у поборових реєстрах, де зафіксовано перебування священика.
Свого часу церкву відвідував гетьман Іван Виговський зі своєю дружиною Оленою з роду Стеткевичів, замок яких розташовувався на території сусіднього Нового Села. Він подарував церкві богослужбові книги та дві патериці. В знак вдячності храм було названо на честь батька гетьмана іменем святого Євстахія. Проте у 1912 році митрополит Андрій Шептицький, відвідавши церкву, забрав ці книги до музею у Львів. За твердженням Петра Пауша, уродженця Облазниці, одна з книг зберігається в музеї отців Василіан у Монтері (штат Альберта, Канада). Але у 1970 році Петро Пауш відвідав Україну, був в Облазниці й оглянув церкву. Він стверджує, що патериці, подаровані Виговським, знаходяться у церкві.
Німецький землевласник, протестант, Альбрехт Зеліб був патроном греко-католицького храму до 1914 року, пізніше ними стали його нащадки, а вже з 1935 року церква мала вільне надання. У 1915 році, завдяки священику Антонію Підліснецькому, який мав москвофільські погляди, церква перейшла до московського православ'я.

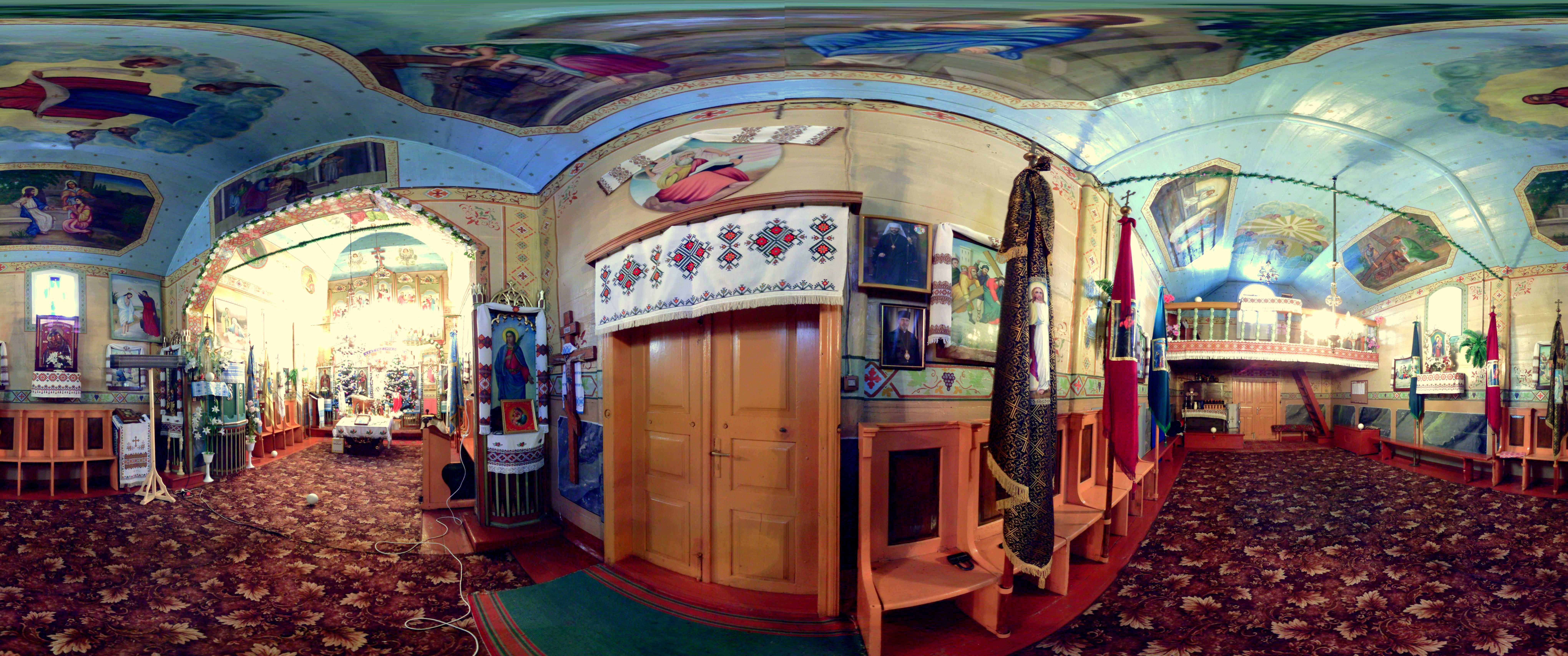
Інтер'єр храму

У 1930 році, під керівництвом Антонія Підліснецького — пароха місцевого храму, відбулась перебудова дерев'яної церкви Святого Євстахія.
У 1935 році при церкві святого Євстахія було засновано церковний хор, а вже через рік — гурток молоді, яким керував отець Яків Хом'як. Він часто брав участь у різноманітних конкурсах, посідав призові місця. У 1940-1950-і роки хор практично припинив свою діяльність через те, що частину його діячів було вбито радянською владою (Андрій Роїк, Василь Проць, Йосиф Данилишин, Євстахій Пауш), а більшу частину вивезено до Сибіру та Казахстану за підозрою зв'язків з ОУН.
Завдяки діяльності Василя Чегрія та Семена Матвіїва церква продовжувала існувати й у часи комуністичної влади.

## Архітектура
Має форму низької і дуже видовженої в плані тризрубної одноверхої будівлі. Із заходу до квадратової нави прилягає значно розбудований, рівноширокий бабинець, а зі сходу — вужчий гранчастої форми вівтар, до якого з обидвох сторін прибудовані ризниці. Вузьке піддашшя, яке біля стін бабинця з півночі та півдня оперте на дерев'яні стовпи, оточує церкву. Під опасанням стіни шальовані вертикально дошками і лиштвами, а над ним — були оббиті пресованим картоном.
З півдня та заходу у бабинці розташовані входи до церкви. Невеликий восьмерик, увінчаний банею з високим ліхтарем і маківкою, посаджений на пірамідальний дах. На схід від церкви знаходиться дерев'яна одноярусна (нижня частина обмурована) дзвіниця, накрита пірамідальним наметовим дахом.
У 2010–2011 роках, силами місцевих жителів був здійснений ремонт храму — стіни ошалювали вертикально дошками, дахи перекрили металізованою бляхою.